# Naoufel Khacef
Mohamed Naoufel Khacef (sinh ngày 27 tháng 10 năm 1997) là một cầu thủ bóng đá người Algérie thi đấu cho CD Tondela ở Primeira Liga. Anh chủ yếu thi đấu ở vị trí hậu vệ trái.
Vào tháng 7 năm 2015, Khacef được triệu tập vào đội tuyển U-20 quốc gia Algérie.